# Willem Herman Johan van der Hooft

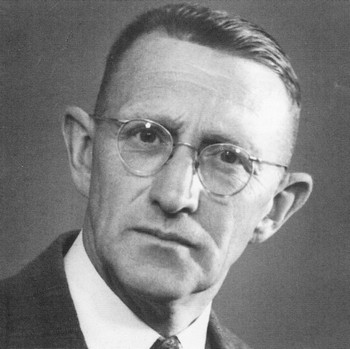
Ir. W.J.A. van der Hooft

Willem Herman Johan van der Hooft (Aardenburg, 27 december 1896 - Goes, 30 oktober 1990) was een waterbouwkundige en docent/directeur van het Zeeuws Technisch Instituut in Goes van 1922 tot de opheffing daarvan in 1974. Hij schreef en redigeerde een aantal waterbouwkundige lesboeken.

## Opleiding en carrière
Van der Hooft is de zoon van de gemeentesecretaris van de gemeente Sint Kruis in Zeeuws-Vlaanderen. Hij wide als kind al opzichter bij Rijkswaterstaat worden, en nadat hij zijn MULO diploma gehaald had kwam hij in dienst bij de dienstkring van Rijkswaterstaat in Breskens. Hij heeft zichzelf toen bijgeschoold in technische vakken (onder leiding van zijn leidinggevende) en in de wiskunde (onder leiding van het hoofd van zijn vroegere school). Hiermee kon hij in 1916 succesvol meedoen aan het examen voor het "Diploma Zeeland". In 1919 deed hij het examen voor technisch ambtenaar bij Rijkswaterstaat. en werd vervolgens opzichter op een aantal standplaatsen in Zuid Nederland. In 1922 werd zijn standplaats Goes, en daar werd hij gevraagd mee te werken aan een opleiding tot waterbouwkundige. Dus een gereguleerde opleiding om het "Diploma Zeeland" te halen. De opleiding start in de lokale ambachtsschool. Later kreeg de school een eigen gebouw bij het station.
Hij is op 11 november 1922 in Sint Kruis getrouwd met Johanna Sara Kools, en kreeg een aantal kinderen, waarvan er enkele zeer vroeg overleden zijn.

## Zeeuwse Betonmaatschappij
In 1927 heeft hij de Zeeuwse Betonmaatschappij opgericht. In de gemeente Kruiningen langs het Kanaal door Zuid-Beveland bij het dorp Vlake kon hij een terrein aankopen voor het bedrijf (de gemeente Goes wilde geen medewerking verlenen). Deze betonfabriek maakte betonelementen (zoals rioolputten), maar ook betonconstructies, zoals een dertiental bruggen in Brabant. Door zijn werk voor het ZTI trok Van der Hooft zich in 1937 terug uit het bedrijf. Het bedrijf heeft daarna geen lang leven meer geleidt, in maart 1940 ging het bedrijf failliet.

## Verknocht aan het instituut
Rijkswaterstaat wilde hem rond 1925 overplaatsen naar Haarlem, maar dat wilde hij niet. Hij stapte op bij Rijkswaterstaat en ging fulltime voor de school werken. In 1937 heeft hij de school helemaal overgenomen. Van de Hooft was dag en nacht op de school aanwezig, Hij heeft dit tot zijn 77e volgehouden. Financieel gezien draaide het instituut de laatste jaren erg slecht, er was geen subsidie. Vanaf 1967 was er een beperkte subsidie van de gemeente Goes en de Zeeuwse Waterschapsbond, maar reguliere bekostiging vanuit het ministerie van onderwijs bleek niet mogelijk. De financiële situatie maakte het onmogelijk een normaal betaalde opvolger te vinden; bovendien paste dit instituut niet meer in de Mammoetwet en was er in de vorm van de opleiding Weg- en Waterbouwkunde aan de HTS te Vlissingen een goed alternatief. In 1975 is de school gestopt.
- Virtual International Authority File: 289987972